# Mortal Kombat 4
Mortal Kombat 4 — відеогра жанру файтинг, видана в 1997 році. Це четверта за рахунком гра в основний серії Mortal Kombat, і перша, повністю виконана в тривимірній графіці. Mortal Kombat 4 стала останньою в серії, випущеною для аркадних автоматів. У 1998 році гра була перенесена на домашні ігрові консолі і персональний комп'ютер, а також на портативну ігрову консоль Game Boy Color. Оновлена версія під назвою Mortal Kombat Gold була випущена роком пізніше виключно для Dreamcast.
Геймплей в Mortal Kombat 4 аналогічний попереднім файтингам основної серії. Найбільш помітним доповненням є використання зброї під час бою і предметів, розкиданих по арені, які можна кидати в супротивника. В основі гри лежить протистояння між палим богом Шінноком і рештою богів, які прикликають на боротьбу з Шінноком видатних бійців. Гра розроблена Midway та видана Midway Games і GT Interactive

## Ігровий процес

### Основи
В Mortal Kombat 4 всі моделі персонажів і арени повністю тривимірні. В бою бійці наводяться автоматично один на одного. В настройках з'явилася можливість вибирати рівень складності (Very Easy, Easy, Medium, Hard, Very Hard, Ultimate), і шлях, яким піде гравець (Novice, Beginner, Warrior, Master, Master 2).
Була скасована система препрограмованих комбо. Замість них була створена система, яка дозволяла гравцеві самому створювати комбінації використовуючи звичайні і спеціальні прийоми бійців. Mortal Kombat 4 — перша гра серії в якій персонажі були повністю виконані в 3D замість спрайтів. Текстури для персонажів були взяті з акторів, які грали персонажів у попередніх іграх серії, а анімація була створена з використанням революційної на тоді технології «захоплення руху».
У кожного персонажа є своя унікальна зброя, але він може вибити зброю у супротивника і використовувати її. У Mortal Kombat 4 також з'явилася можливість рухатися не тільки вперед і назад, але і здійснювати сайдстепи — невеликі кроки в ширині арени. З'явилося обмеження на ушкодження, «Maximum Damage», яке включається, коли один гравець завдає шкоди іншому більше встановленої. Це обмеження дозволяє запобігти нескінченним комбо, хоча воно може бути відключене за допомогою коду.

### Персонажі

#### Нові персонажі
- Кай — шаолінський монах, союзник Лю Кенга.
- Рейко — генерал Армії Темряви, відомий своєю жорстокістю, який служив Шао Кану.
- Джарек — останній член клану Чорний Дракон і учень Кано.
- Таня — дочка посла Еденії, яка зрадила свій світ, впустивши в нього Шіннока і його армію.
- Фуджін — бог Вітру і союзник Рейдена.
- Шіннок — колись заточений в Пекло Старший бог, який бажає помститися іншим Старшим богам і Рейдену за своє ув'язнення.

#### Персонажі з попередніх частин
- Рейден — бог Грому, який керує земними воїнами в боротьбі проти Шіннока.
- Лю Кан — шаолінський монах, який допомагає Рейдену і Фуджіну знищити Шіннока.
- Рептилія — ящероподібний воїн, засланий в Пекло, який приєднався до Шіннока як генерал.
- Скорпіон — ніндзя, найнятий Куан Чі, щоб допомогти Шінноку знищити земних воїнів.
- Джакс — майор спеціальних сил США. Шукає Соню, зниклу разом з Джареком у Зовнішньому світі.
- Джонні Кейдж — голлівудська кінозірка бойовиків, який приєднується до земних воїнів у боротьбі проти Шіннока.
- Саб-Зіро — ніндзя, який володіє важливими знаннями, отриманими від старшого брата, які можуть допомогти зупинити Шіннока і Куан Чі.
- Соня Блейд — член загону Спеціальних Сил США, що полює за останнім воїном Чорного Дракона — Джареком.
- Горо (підбос, є тільки в домашніх версіях гри) — чотирирукий воїн з раси шоканів, який хоче помститися Лю Кану за поразку на десятому турнірі Смертельної Битви.
- Куан Чі (підбос в аркадній версії) — чаклун-некромант, головний помічник Шіннока.

#### Секретні персонажі
- Нуб Сайбот (наявний тільки в домашніх версіях гри) — генерал Армії Темряви Шіннока.
- М'ясо — незавершений експеримент з ям плоті Шанг Цунга, якому вдалося втекти. Виглядає як скривавлений скелет зі шматками м'язів.

### Арени
- Гори — гірське плато, житло Фуджіна.
- Лігво Рептилії — похмурий зал зі зміїними мотивами. У стіні знаходяться сфери у вигляді зелених очей. По кутах розставлені кам'яні черепи з полоненими всередині.
- Шаолінський храм — заснований на локації з Mortal Kombat Mythologies: Sub-Zero. Приміщення, стіни якого оздоблені зображеннями скелетів та ієрогліфами.
- Живий ліс — рімейк арени з Mortal Kombat II. Темний ліс, дерева в якому мають людські обличчя.
- В'язниця — заснована на локації з Mortal Kombat Mythologies: Sub-Zero. В'язниця, викладена залізними плитами. На цій арені можливе фонове добивання — противник викидається на вентилятор.
- Лігво Горо — рімейк арени з Mortal Kombat. В домашніх версіях тут відбувається бій з Горо, на цій арені можливо фонове добивання.
- Топка — залізне приміщення з трьома топками, де горить вогонь. На стінах складені відрубані голови, деякі з них лежать на підлозі. У всіх версіях тут відбувається бій з Шінноком.
- Старші боги — восьмикутна арена з синюватого каменю, де в нішах на стіні знаходяться обличчя Старших богів.
- Гробниця — приміщення з колонами, де лежать труни. На підлозі розкидані шиповані сфери.
- Крижана яма — майданчик, складений з каменів і оточений засніженими скелями. Є тільки в домашніх версіях.

## Сюжет
Тисячі років тому, задовго до турнірів «Смертельної Битви» бог Шіннок повстав проти решти Старших богів. Щоб отримати владу, він вирішив захопити Земне Царство. За допомогою магічного амулета Старших богів йому вдалося проникнути в Земне Царство. Тоді молодий бог грому, захисник Землі Райден, почав війну проти Шіннока. Під час цієї війни була знищена ціла цивілізація, але Рейдену вдалося перемогти і Шіннок був скинутий в Пекло, де перебував протягом багатьох тисяч років. Амулет же було розділено між богами чотирьох стихій.
Згодом чаклун Куан Чі дізнався про місце перебування Шіннока та уклав з ним угоду: отримати владу в замін на його визволення з Пекла. Куан Чі найняв Саб-Зіро, щоб знайти стародавній амулет Шіннока. В той час Шао Кан намірився захопити Земне Царство і була створена «Смертельна Битва». Після поразки Шао Кана і провалу вторгнення в Земне Царство, Зовнішній Світ став руйнуватися, перетворюючись в Еденію. Шіннок з Куан Чі за допомогою зрадниці з Еденії, Тані, проник в її світ. Потім Шіннок спрямував свою Армію Темряви на Небеса, щоб знищити Старших богів. Райдену і Фуджіну вдалося врятуватися і втекти на Землю, де вони зібрали найкращих воїнів на битву з Шінноком і його союзниками.
Гра пропонує пройти обраним персонажем низку боїв проти інших персонажів, щоб врешті зіткнутись із самим Шінноком, або його ворогами. Від вибору сторони конфлікту залежить фінал:
- Кай. Рейден визнає його справжнім шаолінським воїном і дарує йому свій посох. Кай вирушає в подорож, щоб знайти свою долю.
- Рейден. Врятовані Старші боги приймають Рейдена до свого пантеону. Новим захисником Земного царства Рейден призначає Фуджіна.
- Шіннок. Палий бог захоплює Рейдена в магічний вихор і вбиває блискавками, помстившись за своє ув'язнення.
- Лю Кан. Кітана дякує Лю Кану за порятунок її світу та пропонує правити Еденією разом з нею. Лю Кан, однак, відмовляється, адже повинен і далі захищати Земне царство. Вони прощаються і Лю повертається на Землю.
- Рептилія. За свою службу Рептилія вимагає в Куан Чі, щоб той відправив його в минуле і дав врятувати його расу від вимирання. Чаклун насміхається з нього та викликає Шіннока. Той каже, що Рептилія виконав своє завдання і вбиває його.
- Скорпіон. Перемігши Шіннока, він знаходить Саб-Зіро та готується його вбити, щоб помститись за свій клан і родину. Саб-Зіро каже, що він невинний. Позаду виникає Кун Чі й заявляє, що він той, кого шукає Скорпіон. Чаклун відправляє його в Пекло, але Скоріпон в останню мить хапає Куан Чі та затягує його в Пекло разом з собою.
- Джакс. Разом з Сонею Джакс після всіх перемог розшукує Джарека. Той намагається скинути Соню в прірву, але Соня ухиляється. Джакс хапає Джарека і кидає вниз його самого.
- Рейко. Подолавши всіх ворогів і свого хазяїна Шао Кана, Рейко сідає на його трон. Йому на голову спускається шолом Шао Кана.
- Джонні Кейдж. Він виступає перед публікою і вихваляється черговою нагородою. Глядачі освистують його.
- Джарек. Коли Соня висліджує його, Джарек скидає її в урвище, але та ухиляється. Джарек проте вилазить назад і несподівано скидає Соню й розтоптує її рацію.
- Таня. Вона заманює Лю Кана в пастку, де на нього чекають Куан Чі та Шіннок. Куан Чі насміхається з монаха, той нападає на Шіннока, але палий бог вмить убиває його
- Фуджін. Старші боги приймають Рейдена в свій пантеон, той призначає Фуджіна наступним захисником Земного царства. Фуджін обіцяє не підвести його.
- Саб-Зіро. Він нарешті перемагає Скорпіона, той каже, що все одно не помре, поки не помститься. З'являється Куан Чі зі словами, що ворожнеча двох ніндзя була спланована ним, та збиває з ніг Саб-Зіро. Скорпіон розриває чаклуна на шматки магією, після чого мириться з Саб-Зіро.
- Куан Чі. Шіннок обіцяє винагородити Куан Чі за службу, але вся винагорода — це право жити. Обурений чаклун кидає йому виклик. Шіннок намагається вбити Куан Чі, але той невразливий до його магії завдяки амулету. Він атакує спантеличеного бога, знищує його і займає місце Шіннока.
- Соня. Вона розшукує Джарека, той намагається скинути Соню в прірву, але Соня ухиляється. Джарек сам падає з урвища й гине. Соня доповідає Джаксу про завершення операції.